# Leopold von Pogrell

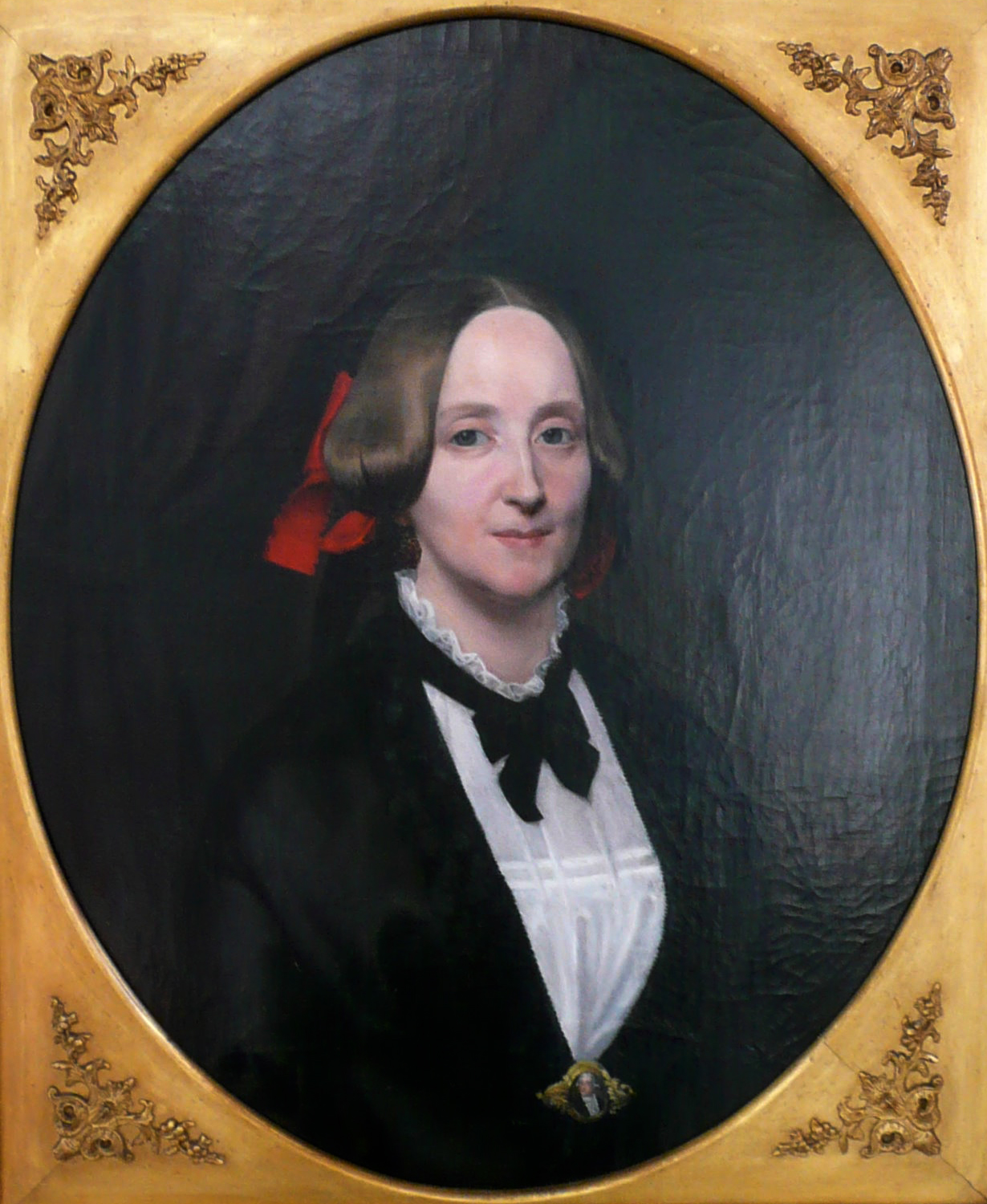
Emilie Dorothea Auguste Wilhelmine von Pogrell, Ehefrau von Leopold von Pogrell

Johann Ernst Leopold von Pogrell (* 7. September 1805 in Breslau, Provinz Schlesien; † 26. März 1865 in Minden) war ein deutscher Kaufmann und Politiker aus dem Adelsgeschlecht Pogrell.
Von Pogrell wurde Leutnant und Adjutant im 15. preußischen Infanterie-Regiment. Er heiratete 1831 Emilie Wilhelmine Auguste von Pogrell, geborene Harten. Die Kaufmannsfamilie Harten betrieb seit der Mitte des 18. Jahrhunderts umfangreiche Handels- und Unternehmenstätigkeiten in der ostwestfälischen Stadt Minden. Ein von Friedrich Wilhelm Graupenstein 1854 gemaltes Bild der Ehefrau befindet sich im Mindener Museum. Von Pogrell war Kaufmann, Gutsbesitzer, Stadtmajor und Ratsherr in Minden. Er gehörte 1852 zu den 60 höchstbesteuerten Bürgern aus den Kreisen Minden, Lübbecke, Herford, Bielefeld und Halle.
1847 war er Mitglied des Ersten und nach der Märzrevolution 1848 des Zweiten Vereinigten Landtags. 1851 war er für den Wahlbezirk Minden-Ravensberg und den Wahlkreis der Stadt Minden Mitglied im Provinziallandtag der Provinz Westfalen.